# Poezija
Poezija (prema grčkom ποίησις, poiesis, stvaranje) ili pjesništvo umjetnost je koja se zasniva na izražajnim mogućnostima jezika. Osobu koja piše poeziju naziva se pjesnik ili poeta (od grč. poiētḗs, stvaralac).
U suvremenoj teoriji ovaj pojam označava stvaralačku energiju uopće, ili umjetnički žar posebno, ili lijepu književnost u cjelini ili književnu vrstu (za razliku od proze), kao lingvistički izraz u vezanim ili nevezanim oblicima. Iako je poeziju teško definirati, ona se ipak pokušava odrediti kao „konkretni izraz ljudskog duha u umjetnički osjećajnom i ritmičkom jeziku.“ 
Preko ritma, govornih figura i rima, poezija djeluje na imaginaciju čovjeka i njegove osjećaje, ali i na čitavu svijest, sadržavajući u sebi trenutke estetskog doživljavanja, pouke i spoznaje. Uspjela poetska tvorevina je kondenzat osobnog iskustva, zajedničkog stanja, doživljaja, atmosfere, uvida – komunicira s osjećajima i pruža spoznaju. Prema   Schopenhaueru vrhunska poezija „ne izražava pojave, već bit pojava.“
Materijal poezije je jezik, nešto što već ima smisao, značenje i izravnu komunikativnu funkciju što sredstva na primjer likovnih umjetnosti nemaju. Osnovna osobina poezije je ritam koji se ne smije uzeti kao shematska slogovna podjela, jer pored ovog konvencionalnog racionalnog ritma, postoji dublji trajni ritam pjesnikova jezika: imaginativna struktura, kojoj nije bitno je li rečenica u uobičajenim mjerljivim jedinicama. Formalno je glavna odlika poezije poseban sklad i smještaj samoglasnika i suglasnika, naglašenih i nenaglašenih slogova cezura i ritma, te uopće vanjskog sazvučja riječi i rečenice; vezanog i slobodnog stiha. Njen dublji smisao je u imaginativnosti, stvaranju dojmova, zajedničkoj odlici ukupnog umjetničkog izražavanja. 
Po starijoj poetici poezija se dijeli na lirsku, epsku, i dramsku poeziju. Ova podjela je po suvremenoj znanosti o književnosti i kritici izgubila značenje. Danas se uglavnom nastoji odrediti bit i narav književnog ostvarenja. Ono je ili izražavanje vidljive vanjske stvarnosti ili izražavanje ideja i intimnih osjećanja.

### Postanak
Podrijetlo poezije je prema nekim današnjim gledištima vezano uz osnovne ljudske djelatnosti. U svojem praobliku u izvornom stadiju ona je odraz uzvišene duhovnosti i neodvojiva je od glazbe i plesa.  Prvobitno grčko ime za pjesnika je pjevač, a tek kasnije stvaratelj. U drugom stadiju našla je suvisliji izraz u spjevovima kao što su stare Vede, Gilgameš, psalmi, kao i pjesme starih Egipćana, Kineza te ostalih naroda, osobito afričkih i australskih domorodaca, što jasno govori o religijskoj naravi poezije. Od zazivača i šamana s vremenom nastao je pjesnik književnik, a iz poetskih oblika uobličili su se novi rodovi kao što su pripovijetka i roman. Poezija se tako kretala od obrednih do svjetovnih formi. 
Od prvobitnog jedinstva duha, osjećaja i razuma, postupno je došlo do intelektualizacije i racionalizacije nekad tankoćutne poezije, u kojoj su slike bile živopisne i izazivale su predodžbu i doživljaj u kojem se stapala individualna i kolektivna svijest. Poezija je iz sakralnog prešla u svakodnevno, i s vremenom se odvojila u samostalnu djelatnost u sve većoj podjeli i razlikovanju od ostalih književnih rodova i znanstvenog i ostalog pisanja. 
Poetika se kao grana estetike, bavi proučavanjem poezije.

## Vanjske poveznice
- Poezija na webu
- Poezija online  Arhivirana inačica izvorne stranice od 29. srpnja 2011. (Wayback Machine)

1. ↑  poéta HJP. Pristupljeno 5
.lipnja 2035.
2. ↑  poètika HJP. Pristupljeno 5
.lipnja 2035.